# Ивановское (Борисоглебский район)
Ивановское — село в Борисоглебском районе Ярославской области России. Входит в состав Высоковского сельского поселения.

## География
Расположено на берегу реки Кутьма в 18 км на северо-восток от центра поселения села Высоково и в 17 км на запад от райцентра посёлка Борисоглебский. 

## История
Церковь Ильи Пророка строилась в селе Ивановском с 1811 года на месте двух шатровых церквей – об этом свидетельствует выданная для построения храмозданная грамота. В 1832 году церковь была полностью построена. Престолов в церкви было три, второй освящён во имя великомученика Дмитрия Солунского, тритий — Рождества Христова. В 1877 году основана сельская школа. В 1960 году храм был взорван. 
В 1873 году архиепископ Ярославский и Ростовский Нил (Исакович) постановил проводить каждое лето крестный ход с иконой преподобного Иринарха Затворника, от Борисоглебского монастыря «в селения Ростовского и Угличского уезда — Кондаково, Давыдово, Ивановское-на-Лехте, Андреевское, Рождествено, Глинку». Многовековая традиция была прервана в 1924 году, возобновлена в  1997 году.

### Административно-территориальная принадлежность
В конце XIX — начале XX село являлось центром Ивановской волости Ростовского уезда Ярославской губернии. 
С 1929 года село являлось центром Титовского I-го сельсовета Борисоглебского района, в 1980-х годах в составе Давыдовского сельсовета, с 2005 года — в составе Высоковского сельского поселения.

## Население
| 1859 | 2007 | 2010 |
| ---- | ---- | ---- |
| 366  | ↘63  | ↗97  |

## Инфраструктура
Основа экономики — сельское хозяйство. Личное подсобное хозяйство. 
В 1885 году в деревне было 53 дворов.
В селе имеется Ивановская средняя общеобразовательная школа.

## Достопримечательности
В селе расположена действующая деревянная Церковь Илии Пророка (2004).